# 羅智強
羅智強（1970年3月26日—），中華民國政治人物，中國國民黨籍，現任臺北市第六選舉區立法委員，中國國民黨立法院黨團首席副書記長。
已婚並育有二女。為大陳義胞後代，生於花蓮縣花蓮市大陳一村，籍貫浙江省大陈岛，現居於臺北市大安區。
早期為新黨志工，後脫黨獨立參選高雄市市議員，落選後加入中國國民黨，曾任臺北市市議員、總統府副秘書長、國民黨副秘書長、國民黨革命實踐研究院院長、2008年馬英九蕭萬長競選總部發言人、總統府發言人、2012年馬英九吳敦義競選總部（台灣加油讚）副執行總幹事。2022年原欲至臺北市或桃園市參選市長，後任桃園市長候選人張善政競選總部副主任委員；2024年當選立法委員。

## 經歷
羅智強父母都來自大陳島，1955年隨中華民國國軍撤至臺灣。曾參與興建中橫公路，後至基隆港碼頭擔任工人。羅智強在花蓮大陳一村出生，三歲時搬到基隆市。
羅智強學生時代活躍於辯論團體，曾與好友趙天麟共同成立中華演說與辯論協會。
1994年，響應王建煊的號召加入新黨，並到高雄經營地下電台。
1998年未獲政黨提名，獨立參選高雄市議員，得3,234票第17名落敗。後考取國立政治大學法律學系碩士班，擔任陳長文兼職助理。經指導教授陳長文推薦，在馬英九當選後成為國民黨新世代人物。

## 政治生涯
1998年，羅智強以無黨籍參與高雄市第三選區市議員，以 3,234 票，得票率僅 1.76% 落選，並自述在政壇得了個「羅三千」的綽號。
2005年，參與民主行動聯盟所合組之2005年中華民國任務型國代選舉「張亞中等一百五十人聯盟」，列第36位。:6
2013年11月14日，羅智強獲馬英九總統頒贈二等景星勳章。12月1日，羅智強以《食豆的海賊》一文獲得《聯合報》與懷恩慈善基金會舉辦的「第八屆懷恩文學獎金榜」兩代寫作組優勝。
2014年1月6日，羅智強主持TVBS頻道政論節目《2100黑白相對論》，同年3月28日停播。2015年8月，赴美擔任哈佛大學法學院訪問學人。2016年1月，在Facebook創立野台群組。
2018年2月24日，宣布參加台北市第13屆議會大安文山區（第六選舉區）市議員選舉。11月26日，剛當選臺北市議員的羅智強，宣布「不自量力」四階段參與2020年中華民國總統選舉。。2019年4月7日，羅智強宣佈退選轉而支持徵召韓國瑜。
2020年1月26日，宣布參選2022台北市長。
2022年4月6日，宣布參選桃園市市長，5月遷戶籍至桃園市。9月5日，宣布考慮參選2024年中華民國總統選舉。
2023年1月15日，宣布決定參選2024立法委員，但選區還沒決定。 2月，將戶籍从桃園龜山遷回臺北大安，爭取國民黨內2024選戰大安區立委提名。 5月13日，以43%的民調支持度通過黨內初選，代表國民黨參選2024年臺北市第六選區的立法委員選舉。
2024年1月13日以87,973得票數及52.96%得票率當選第十一屆立法委員。

#### 面臨罷免
2025年，民眾發起「大安強強滾」意圖罷免羅智強，罷免案在3月通過第一階段審查，進入第二階段。同年4月，罷團宣布二階連署突破法定門檻，為大罷免潮下，第一位通過法定門檻的中國國民黨籍立法委員。
推動罷免的團體批評，羅智強種種爭議行為浪費立法院寶貴的問政時間，嚴重損害國會尊嚴，對於公共政策的討論，他流於表面，缺乏深入專業研究。另外，他政治誠信缺失以及危害國家安全、破壞財政紀律等諸多事證，都清楚顯示他已經完全不適任立法委員職務。
風傳媒在3月的民調公布，大安區反對罷免羅智強的民眾55.8%，支持罷免34.7%。

## 爭議事件

### 和公督盟之間衝突
羅智強曾經多次在媒體痛罵監督立委在議會表現的公督盟，之前公督盟行文給所有委員辦公室，希望他們進一步公開不同資料時，羅智強還刻意把公督盟的公文拍照，在臉書上大大寫上叫公督盟「滾」等字樣。

### 臉書帳號檢舉及被禁言事件
2014年末，羅智強在社交網站Facebook開啟專頁《幕僚之路─我認識的馬英九》，當中除了提及從政人生外，還回應周玉蔻於頂新獻金案對馬英九的指控，其中第十一回提及「死亡之握」一文，遭大量民眾檢舉一度被刪除。更於1月6日帳戶停用24小時，羅智強回應稱「所謂的言論自由指的是只有打馬、抹黑馬英九、侮辱馬英九的言論自由。任何人，只要想幫馬英九講任何公道話，就得接受萬箭穿心的結果，全面的封殺」，並稱即使帳號被刪除，也會重開另一個帳號。

### 口譯哥事件
- 2019年1月, 羅智強在臉書對於口譯哥趙怡翔外派駐美代表處政治組長，密集發文，認為口譯哥擔任政務官是另一回事，但是擔任簡任12職等的政治組長，是破壞文官體制，並強調2020要登公車廣告「拒投民進黨，雞犬不升天」[32]。民進黨回批，2008年馬英九安排競選發言人羅智強，至中央通訊社擔任副社長，當年羅智強也才35歲，擔任副社長前未曾擔任公職，也未曾有任何傳播相關歷練，卻能擔任國家通訊社副社長，沒有資格批評趙怡翔 [33]。當時吳育昇立委跳出來為此任命辯護，強調「年輕不是罪惡，反而是國家的機會和希望，不應該否認年輕人，只要是人才他都樂見為國所用。」羅智強解釋，中央社副社長並非「文官」，他在2010年擔任總統府發言人是機要任用，2012年後擔任比照簡任14職等總統府副秘書長，相當於政務次長，同年再被拔擢為特任總統府副秘書長，相當於部長，二者依中華民國官制皆是政務官。林佳龍過去未曾擔任交通職務，擔任交通部長外界卻無質疑，就是因為「政務官」本就無資格問題，與趙怡翔破壞文官體制的情況完全不同 [34]。
- 國民黨立委曾銘宗爆料，農委會開出1,450萬元招募圖文小編，遭質疑是在招募網軍，要來帶風向，蘇貞昌表示，農委會是要找網路小編來提供正確信息，反擊最近不斷出現的假消息。2019年3月15日，國民黨議員羅智強說「沒想到蘇貞昌，也有點講不下去了。農委會一年編1,450萬的預算，只為了請4位小編，民進黨，這種幹話你們自己聽得下去嗎? 我也要向駐美的口譯哥、駐泰的管碧玲女婿道歉，原來你們還不是最肥的……」[35]。

### 司法關說事件
- 2013年8月31日，檢察總長黃世銘進入中興寓所，向馬英九報告特偵組監聽到立法院長王金平涉嫌司法關說，馬英九隨後與江宜樺、羅智強會商此案；馬英九事後宣稱，三人的結論為「尊重，不做任何處理」[36]。在9月6日特偵組記者會後，爆發九月政爭。馬英九召開記者會，要求王金平下台，羅智強負責總統的記者會聲明稿撰寫，媒體將他與馬英九、江宜樺合稱為新鷹派鐵三角[37]。
- 9月12日，羅智強請辭總統府副秘書長職務獲准，並聲明棄選基隆市長[38][39][40]。9月18日，總統府宣布由蕭旭岑接任副秘書長。

- 2013年10月3日晚間，黃世銘因洩密等罪遭告發，臺北地檢署以被告身份傳訊黃世銘，馬英九、江宜樺與羅智強以證人身份一同遭傳訊[41]。

### 監察院烏龍306事件
- 2020年9月22日羅智強收到監察院的函文，要函查他4筆政治獻金因為涉嫌資料不符其中最少的一筆只有306元，並要求在限期7天從8,000多筆小額捐款中找出4筆說資料不符，若涉申報不實可罰6萬至120萬元。國民黨10月13日召開「你今天被306了嗎？陳菊東廠踹共道歉」記者會回應此事，經行文台北市民政局查證後，監院所指4筆捐款者「姓名、身分證號全部相符」。羅智強稱連他第一時間都覺得可能有錯，萬萬沒想到陳菊涉及用公權力羅織、構陷，陳菊號稱超黨派，原來是「抄黨派」[42]。

### 反對萊克多巴胺豬肉進口
2020年8月28日，蔡英文總統宣布，開放美國牛肉、豬肉進口，為此羅智強怒嗆：「當年她（總統蔡英文）在反毒牛大遊行中，駡國民黨的每一句話，都像一個回力鏢，重重地打回她的臉。」同時也點出了鄭文燦、林右昌、陳其邁、黃偉哲、潘孟安等人針對美國進口牛豬肉昨是今非的態度。

### 謝長廷提告事件
2018年前大阪處處長蘇啟誠輕生後，羅智強於臉書發文，直指是謝長廷逼死蘇啟誠，謝長廷因此提告並求償一百萬元，2021年4月27日，台北地方法院認定羅智強是善意發表適當評論，判決謝長廷敗訴。2021年11月30日台灣高等法院依然認定此事件有關國人在外國安全照護，實與公共利益有關，並且羅智強的文字未達偏激不堪程度，屬於合理評論範疇，最終判決謝長廷再度敗訴、駁回謝長廷請求，全案定讞。

### 駐印尼代表處電文事件
2021年9月13日，王育敏、羅智強、游淑慧、黃子哲以真實的駐印尼外館電文，發表「蘇震清跟蘇嘉全幾乎年年都到印尼」、「蘇震清跟蘇嘉全卻多次繞過外館，直接帶著國營企業訪問印尼」，四人遭蘇嘉全提告後，刑事不起訴，民事二審勝訴。
高等法院認定蘇嘉全位居要職，是否涉及利用職位牟取私利，與公共利益有重大關聯，有屬於可受公評事項。羅智強等人記者會言論是參考電報內容，或經查證相關網站資料，並非欠缺合理懷疑基礎，難以認定是不法發表言論，也非故意虛構事實侵害蘇嘉全的言論，屬言論自由範疇，難認構成不法侵權行為。2024年8月8日蘇嘉全上訴被駁回，敗訴定讞。

### 購買臉書按讚數
2016年12月24日，宣布啟動台北市長選舉計畫，表示2017年底前臉書粉絲專頁按讚數超過100萬即參選台北市長。至2017年12月31日，按讚數累積至91萬。羅智強決定不選台北市長。網友統計發現羅智強臉書有半數按讚數來自國外，購買臉書按讚數一時之間成為話題。2019年5月羅智強與王浩宇在Yahoo TV為此辯論，王浩宇指控「羅智強是網軍始祖」。羅智強則回擊王浩宇「你自己不懂臉書」，他下行銷台北的全球廣告犯法嗎？臉書的機制與網軍一點關係都沒有。羅智強並嗆，他從來沒有找過任何一家網路操盤公司，只要任何人出來指證他委託網路操盤公司運作任何事情，他立刻退出政壇。並嗆聲與王浩宇對賭職務。「我就把我下(臉書)全球粉絲廣告公佈出來，（王浩宇）你不敢辭掉桃園市議員職位？」王浩宇改稱他沒有説羅智強是網軍。

### 罷免川普事件
2025年，美國總統川普提出解放日關稅，衝擊全球金融市場。對此，羅智強發文稱「對32%關稅提出覆議」、「聲請大法官解釋32%關稅違憲」、「罷免川普」等戲謔言論引起輿論撻伐，隨後刪文。總統府副秘書長張惇涵認為，在野黨的建議沒有辦法解決台灣面臨到的國際貿易危機。

### 派助理挑釁苗博雅
羅智強曾經猛攻苗博雅過去在廢死聯盟工作，助理甚至假裝成路人專程跟拍苗博雅，挑釁質疑苗博雅有關死刑的問題。

### 參選「沾醬油」 挨批無心經營地方
羅智強曾經有多次參選各種職務的紀錄，涵蓋各市市長，總統選舉，但好多時候都不了了之、或未通過初選。
2022年4月6日宣布參選桃園市市長，5月遷戶籍至桃園市，並於5月9日交出辭職書，5月12日辭職生效。但他甚至被黨中央打槍，直言「地方一面倒認為羅智強很弱、民調低」。然而中國國民黨主席朱立倫卻在5月18日的中常會上宣布徵召前行政院院長張善政參選桃園市市長。6月6日晚間，羅智強在Facebook宣布退選，並承諾深耕桃園。2022年7月22日，羅智強表示將組成「強戰隊」來協助國民黨桃園市市長參選人張善政，之後也會幫助國民黨其他縣市的參選人。
因為這些參選經歷，讓羅智強招致「沾醬油」的批評，被批評無心經營地方。

### 其他事件
2015年1月9日，與周玉蔻對馬英九總統是否涉入頂新集團黑心油門神案展開論戰，對於周玉蔻提出拜年錄音檔，暗示那是被刻意導引下所說出口的話，並請周玉蔻拿出證據來也反駁周不斷「跳針」的行為。
2015年2月9日，民報報導指出羅智強在臉書《強星人報》中，以〈沒有喬峰續命的國民黨〉為題，提及自己加入國民黨的過程，並在文末以金庸小說《天龍八部》中的喬峰為阿朱以真氣續命的故事，比喻2000、2004年馬英九兩度擔任國民黨主席，是馬以真氣為國民黨「續命」。
2018年6月2日，羅智強在臉書表示：「如果蔡英文要推『禁掛五星旗公投』立『禁五星旗法』，我們捍衛的不是五星旗，捍衛的是人民拿五星旗的自由」。

## 選舉紀錄
| 年度 | 選舉屆數               | 選舉區                 | 所屬政黨          | 得票數 | 得票率 | 當選標記 | 備註 |
| ---- | ---------------------- | ---------------------- | ----------------- | ------ | ------ | -------- | ---- |
| 1998 | 第五屆高雄市議員選舉   | 高雄市第三選舉區       | 無黨籍            | 3,234  | 1.76%  |          |      |
| 2005 | 任務型國民大會代表選舉 | 任務型國民大會代表選舉 | 張亞中等150人聯盟 | 65,081 | 1.68%  |          |      |
| 2018 | 第十三屆臺北市議員選舉 | 臺北市第六選舉區       | 中國國民黨        | 40,391 | 13.69% |          |      |
| 2024 | 第十一屆立法委員選舉   | 臺北市第六選舉區       | 中國國民黨        | 87,973 | 52.96% |          |      |

## 著作
| 年份   | 書名                                               | 作者                               | 出版社     | ISBN               |
| ------ | -------------------------------------------------- | ---------------------------------- | ---------- | ------------------ |
| 2005年 | 《琥珀色的夢境》                                   | 羅智強                             | 秀威資訊   | ISBN 9867263162    |
| 2006年 | 《法律人，你為什麼不爭氣？：法律倫理與理想的重建》 | 羅智強、陳長文                     | 天下文化   | ISBN 9864177990    |
| 2008年 | 《沉默的魄力》                                     | 馬英九／口述，羅智強、洪文賓／整理 | 天下文化   | ISBN 9789862160732 |
| 2009年 | 《生命沒有過渡：羅智強的8個工作心法》              | 羅智強                             | 天下文化   | ISBN 9789862162613 |
| 2013年 | 《走出迷網：從網咖青年到總統智囊》                 | 羅智強                             | 天下文化   | ISBN 9789863203186 |
| 2014年 | 《受縛的神龍：太陽花學運後的民主反思》             | 羅智強、陳長文                     | 天下文化   | ISBN 9789863205869 |
| 2015年 | 《理律・臺灣・50年》                               | 羅智強                             | 天下文化   | ISBN 9789863208228 |
| 2015年 | 《靠岸：舞浪的說書人》                             | 羅智強                             | 九歌       | ISBN 9789574449880 |
| 2016年 | 《荒謬獸 首部曲》                                  | 羅智強                             | 羅智強     | ISBN 9789574332236 |
| 2018年 | 《馬英九的15個小故事》                             | 羅智強                             | 羅智強     | ISBN 9789574358915 |
| 2018年 | 《偷了幸福的鬼》                                   | 羅智強                             | 羅智強     | ISBN 9789869723503 |
| 2018年 | 《不可能，又怎樣：工人之子的總統旅程》             | 羅智強                             | 小強出版社 | ISBN 9789869723510 |
| 2020年 | 《伊羅寓言-國王貓》                                | 羅智強                             | 小強出版社 | ISBN 9789869723527 |
| 2021年 | 《百萬網紅不是夢》                                 | 羅智強                             | 小強出版社 | ISBN 9789869723534 |
| 2021年 | 《公投叛徒民進黨》                                 | 羅智強                             | 小強出版社 | ISBN 9789869723565 |
| 2022年 | 《憶基隆-一整個童年的雨》                          | 羅智強                             | 小強出版社 | ISBN 9789869723589 |

## 主持

### 廣播節目
| 年份                 | 播出頻道       | 節目名稱       |
| -------------------- | -------------- | -------------- |
| 2017年3月～2018年7月 | 《飛碟聯播網》 | 《 飛碟94強 》 |

## 榮譽

### 中華民國勳章獎章
- 二等景星勳章（2013年11月14日於總統府頒授）[69]

## 外部連結
- 羅智強的Facebook專頁
- 羅智強的Instagram帳戶
- 羅智強的Threads
- YouTube上的野電視94強頻道
- 羅智強野電視的TikTok

| 官衔          | 官衔                                           | 官衔            |
| ------------- | ---------------------------------------------- | --------------- |
| 總統府        |                                                |                 |
| 前任： 王郁琦 | 總統府發言人 第二任 2010年3月1日－2011年5月4日 | 繼任： 范姜泰基 |